# Нижельське
Нижельське (рос. Нижельское) — присілок в Куньїнському районі Псковської області Російської Федерації.
Населення становить 64 особи. Входить до складу муніципального утворення Каськовська волость.

## Історія
Від 2015 року входить до складу муніципального утворення Каськовська волость.

## Населення
| 2001 | 2002 | 2010 |
| ---- | ---- | ---- |
| 65   | ↗76  | ↘64  |